# Intars Busulis
Intars Busulis (Talsi, 2 mei 1978) is een Letse zanger. Hij vertegenwoordigde Letland op het Eurovisiesongfestival 2009 met het nummer Probka. 

## Carrière
Busulis groeide op in Talsi, waar hij op school deel uitmaakte van het schoolkoor. In 1999 startte hij de boyband Caffe en vier jaar later ging hij solo verder. Hij was deel van de Letse uitvoeringen van de musicals Notre Dame De Paris, Mass en Cabaret.
Nadat Busulis solo was gegaan groeide zijn interesse in jazz en speelde hij trombone in een jazzgroep. Hij deed mee in verschillende jazzwedstrijden en won enkele prijzen. In 2005 won hij het New Wave-festival en toerde hij door verschillende delen van Canada en Europa als onderdeel van het Europese Jazz Jeugdorkest. Later dat jaar kwam ook zijn debuutalbum Shades of Kiss uit. 

### Eurovisiesongfestival 2009
Busulis zond het nummer Probka in voor de Letse selectie. Het nummer werd geschreven door Karlis Lacis, Janis Elsbergs en Sergej Timofejev. Het nummer won en mocht vervolgens Letland vertegenwoordigen op het Eurovisiesongfestival 2009. Probka zorgde overigens voor veel opschudding in Letland, het werd immers in het Russisch gezongen, de taal van de vorige 'overheerser'. 
Busulis ondervond bij de reis van Letland, naar de Russische hoofdstad Moskou, nog wel wat problemen. Tijdens zijn treinreis vanuit Riga werd hij op de grens aangehouden door de Russische douane die zijn dubbele paspoort verdacht vonden en zo mocht hij in eerste instantie het land niet in.
Hij mocht als derde zingen in de tweede halve finale. Uiteindelijk behaalde hij met maar zeven punten de laatste plaats.

### Golos2014
Na veel stilte rondom zijn carrière, besloot hij mee te doen aan de Russische versie van The Voice. Bij de Blind Auditions zong hij het nummer I don't mean a thing. Twee van de juryleden draaiden voor hem om, Busulis koos uiteindelijk voor Leonid Agoetin. Hij werd uiteindelijk in de halve finales uitgeschakeld tegen de zangeres Mariam Merabova.
| Ronde           | Liedje                            | Uitslag       |
| --------------- | --------------------------------- | ------------- |
| Blind Auditions | I don't mean a thing              | Door          |
| Battles         | Play that funky music             | Door          |
| Knockout        | Ja tebja roesoejoe                | Door          |
| Kwartfinales    | Ja ljoebljoe tebja bolsje pripody | Door          |
| Halve finale    | Honesty                           | Uitgeschakeld |

2000: Brainstorm · 
2001: Arnis Mednis · 
2002: Marie N · 
2003: F.L.Y. · 
2004: Fomins & Kleins · 
2005: Valters & Kaža · 
2006: Cosmos · 
2007: Bonaparti.lv · 
2008: Pirates of the Sea · 
2009: Intars Busulis · 
2010: Aisha · 
2011: Musiqq · 
2012: Anmary · 
2013: PeR · 
2014: Aarzemnieki · 
2015: Aminata Savadogo · 
2016: Justs · 
2017: Triana Park · 
2018: Laura Rizzotto · 
2019: Carousel · 
2021: Samanta Tīna · 
2022: Citi Zēni · 
2023: Sudden Lights · 
2024: Dons · 
2025: Tautumeitas
- Nationale Bibliotheek van Letland: 000139735
- MusicBrainz: 37d131d3-1639-4ae3-b642-eb786a15f16a
- Virtual International Authority File: 305130613